# Rosso di Cerignola
Der Rosso di Cerignola DOC ist ein trockener süditalienischer Rotwein aus der Gemeinde Cerignola in der Provinz Foggia der Region Apulien. Der Wein besitzt seit dem 26. Juni 1974 eine „kontrollierten Herkunftsbezeichnung“ (Denominazione di origine controllata – DOC), die zuletzt am 7. März 2014 aktualisiert wurde. Mit der Korrektur der Vorschriften im Jahr 2013 ist die ehemalige Denomination „Rosso Canosa“ in dieser Denomination aufgegangen.

## Erzeugung
Der Rosso di Cerignola muss zu mindestens 55 % aus den Rebsorten Uva di Troia und mindestens 15–30 % Negroamaro bestehen. Sangiovese, Barbera, Montepulciano, Malbeck und/oder Trebbiano toscano dürfen einzeln oder gemeinsam, zu höchstens 15 % zugesetzt werden.

## Anbaugebiet
Neben der namengebenden Gemeinde Cerignola (das Landwirtschaftszentrum Apuliens) sind der Anbau und die Vinifikation zugelassen in den Gemeinden Stornara, Stornarella, Canosa di Puglia und einem Teil von Ascoli Satriano in der Provinz Foggia.

## Beschreibung
Laut Denomination (Auszug):
- Farbe: mehr oder weniger intensiv rubinrot bis ziegelrot mit zunehmender Reife
- Geruch: weinig, alkoholisch, angenehm
- Geschmack: trocken, fruchtig, vollmundig, harmonisch, mit Tannin und angenehm bitteren Nachgeschmack
- Alkoholgehalt: mindestens 12,0 Vol.-%
- Säuregehalt: mind. 5,0 g/l
- Trockenextrakt: mind. 20,0 g/l